# Remco Campert

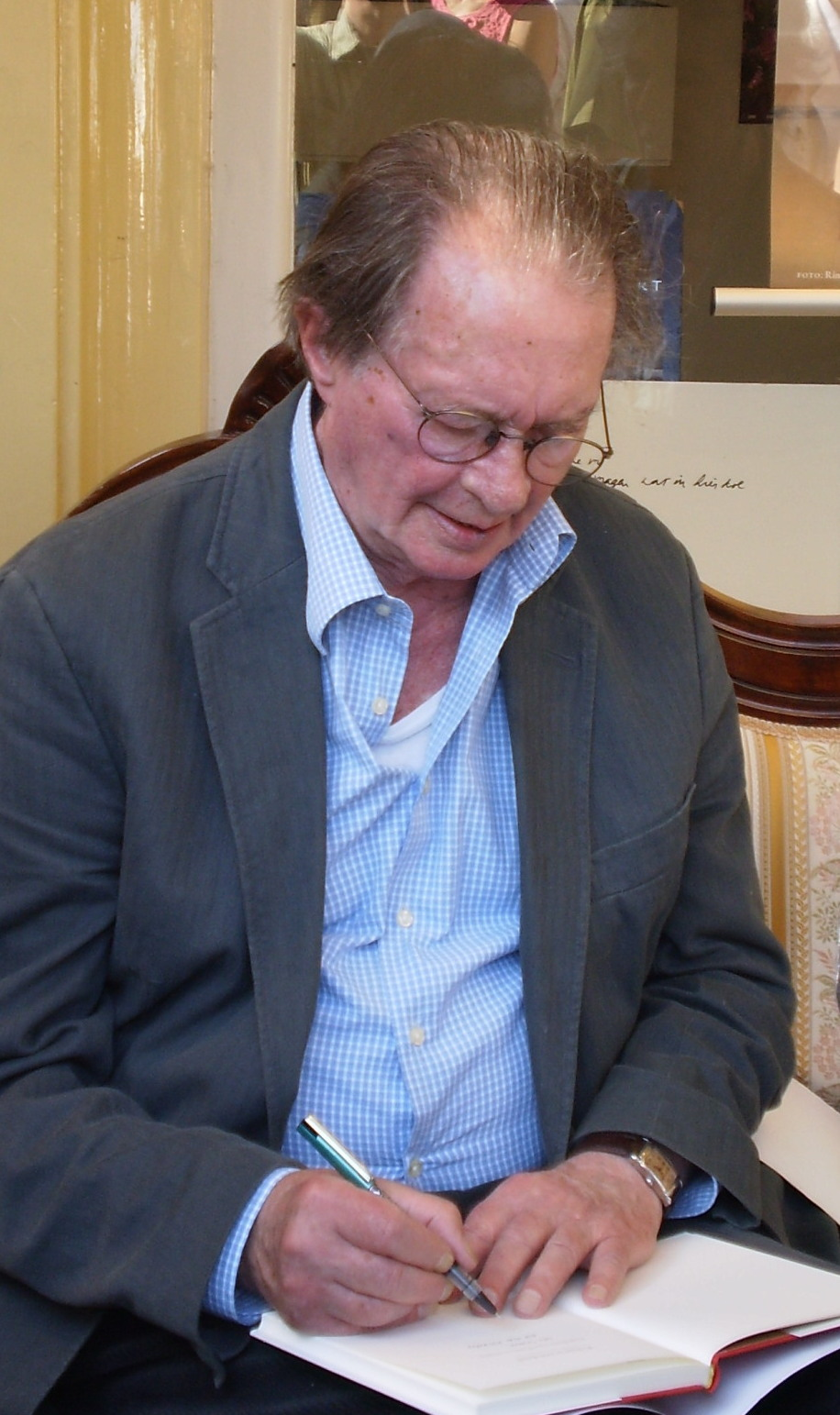
Remco Campert

Remco Wouter Campert (28. července 1929 Haag – 4. července 2022 Amsterdam) byl nizozemský básník a spisovatel povídek a románů.

## Život
Otec, Jan Campert, je autor známé básně De achttien dooden (Osmnáct mrtvých). Matka, herečka Joeki Broedeletová, v Nizozemsku známá především hostováním v pořadu Van Kooten en De Bie. Rodiče se rozešli, když byly Remcovi 3 roky. Bydlel střídavě u jednoho z nich a u babičky a dědečka. V roce 1942 se ho ujala pěstounská rodina, v roce 1943 se přestěhovali do Epe, tam se dozvěděl, že jeho otec ve věku 40 let zahynul v koncentračním táboře Neuengamme. Po válce se s matkou odstěhoval do Amsterdamu a studoval gymnázium na Amsterdamském lyceu. Rozhodl se, že bude spisovatelem a školu nedokončil.
V roce 1949 se oženil s Freddy Rutgersovou. Bydleli v Paříži. Když se vrátili do Nizozemska, odstěhovala se Freddy v roce 1954 k Gerritu Kouwenaarovi. Campert se oženil s Fritzi Harmsenovou van Beekovou. Jejich dům v Blaricum se stal místem setkávání spisovatelů a básníků. Annejet van der Zijlová o této vile s Campertovou pomocí vydala v roce 1998 literárně zpracovanou historickou práci Jagtlust.
V roce 1957 se pár rozešel a Campert se vrátil do Amsterdamu. Když se mu v roce 1960 narodila první dcera Emanuela, oženil se v roce 1961 s její matkou Lucií van de Bergovou a v roce 1963 se jim narodila druhá dcera Cleo. V roce 1964 se přestěhovali do Antverp, odkud se do Nizozemska vrátil v roce 1966 sám. Seznámil se s majitelkou galerie Deborah Wolfovou, se kterou žil do roku 1980. Pak se jejich cesty rozdělily, ale později se opět sblížili a v roce 1996 uzavřeli sňatek.

## Dílo
Poté, co Campert opustil lyceum, živil se několik let psaním reklam a překlady. Na jaře 1950 založil s Rudy Kousbroekem časopis Braak, který sloužil jako platforma pro experimentální básníky. Po vydání sbírky Atonaal v roce 1951 (redakce Vinkenoog), se začalo zúčastněným básníkům říkat Vijftigers (Padesátníci). Vedle Camperta sem patřili také Gerrit Kouwenaar, Jan Elburg nebo Hugo Claus. Ačkoliv sami se za skupinu nepokládali, nevydali žádný společný manifest, neměli ani společný názor na literaturu, spojoval je vzdor proti zavedeným literárním tradicím a uvědomění, že se vytváří nová poezie. Campert experimentoval nejméně a z Padesátníků byl pokládán za nejsrozumitelnějšího.
Začínal sice jako básník, v padesátých letech ale začal z finančních důvodů přispívat sloupky do novin a časopisů (Podium, Vrij Nederland, Tirade, Het Parool). V šedesátých letech se jeho příběhy prodlužovaly a začal pracovat také na románech. Jeho práce obsahuje hodně autobiografických prvků a je v ní často cynický nebo ironický. V sedmdesátých letech se od psaní odvrátil a nepublikoval téměř nic. V roce 1976 dostal za své básně ocenění P.C. Hooft-prijs.
Jeho próza je přístupná a velmi oblíbená. Na seznamech přečtené literatury nizozemských studentů se objevují především knihy Het leven is vurrukkulluk (volně: Život je šmakózní) nebo Tjeempie! of Liesje in Luiletterland (volně: Šmarjá! aneb Lidka a prostopášné spisování).
Jeho kniha Het gangstermeisje (Gangsterova dívka) byla v roce 1966 zfilmována (režie Frans Weisz). V roce 1976 se objevil film Alle dagen feest (volně: Párty každý den), vycházející ze 4 Campertových povídek Alle dagen feest, Een ellendige nietsnut (volně: Nešťastník budižkničemu), Hoe ik mijn verjaardag vierde (Jak jsem slavil narozeniny) a Op reis ('Na cestách).
V letech 1989 až 1995 četl Campert s Janem Mulderem a Bartem Chabotem v divadle své práce. Bart Chabot jen do roku 1991. V letech 1996 až 2006 psali Campert s Mulderem střídavě sloupek na titulní straně deníku De Volkskrant (Lidové noviny) pod společným názvem CaMu.

### Próza
- 1953 – De oude dame
- 1953 – Eendjes voeren (povídky)
- 1955 – Met man en muis
- 1955 – Alle dagen feest (povídky)
- 1956 – Van de wijs (povídky)
- 1956 – Lodewijk Sebastiaan (povídky pro děti)
- 1958 – De jongen met het mes (povídky)
- 1960 – Een ellendige nietsnut (povídky)
- 1960 – Oome Loes
- 1961 – Het leven is vurrukkulluk
- 1962 – Het paard van ome Loeks (povídky)
- 1963 – Liefdes schijnbewegingen
- 1964 – Nacht op de kale dwerg (povídky)
- 1965 – Het gangstermeisje
- 1968 – Tjeempie! of Liesje in Luiletterland (publikováno pod jménem Remko Kampurt)
- 1968 – Fabeltjes vertellen (povídky, dříve vydáno v 'Elseviers Weekblad')
- 1969 – Hoe ik mijn verjaardag vierde (povídky)
- 1971 – Campert compleet (verzamelde povídky)
- 1972 – James Dean en het verdriet (sbírka)
- 1972 – In het wilde weg
- 1973 – De jongen met het mes/Nacht op de kale dwerg (povídky)
- 1974 – Op reis (met Willem Malsen)
- 1974 – Alle dagen feest (povídky)
- 1974 – Basta het toverkonijn (povídky pro děti)
- 1976 – Luister goed naar wat ik verzwijg (myšlenky a aforismy, Gerd De Ley)
- 1978 – Waar is Remco Campert? (povídky)
- 1980 – Na de troonrede
- 1980 – De tijden (Vánoční dárek Haagse Post)
- 1982 – Een beetje natuur (povídky)
- 1983 – De Harm en Miepje Kurk story
- 1984 – Wie doet de koningin (Haagse Post – sloupky)
- 1984 – Kinderpovídky van Remco Campert (ilustrace Tineke Schinkelová)
- 1985 – Somberman's actie (Knižní dárek)
- 1985 – Somberman's maandag (text proslovu na Knižním plese)
- 1985 – Zijn hoofd verliezen
- 1986 – Rustig
- 1986 – Tot Zoens (povídky)
- 1987 – Eetlezen (sloupky)
- 1989 – Zachtjes neerkomen
- 1990 – Gouden dagen
- 1990 – Graag gedaan (sloupky en povídky)
- 1991 – Campert compleet vervolg, povídky 1971–1991
- 1991 – Dansschoenen
- 1993 – Het bijzettafeltje (sloupky)
- 1994 – Fiebelekwinten (divadelní texty s Janem Mulderem)
- 1994 – Vele kleintjes
- 1995 – Ohi, hoho, bang, bang of Het lied van de vrijheid
- 1996 – De zomer van de zwarte jurkjes (povídky)
- 1996 – Heet van de naald (dětská kniha)
- 1996 – Oom Boos-Kusje en de kinderen (dětská kniha) (ilustrace Poeka Veldman)
- 1997 – CaMu 1996 (sloupky)
- 1998 – CaMu 1997 (sloupky)
- 1998 – Een mooie jonge vriendin en andere belevenissen
- 1999 – CaMu 1998 (sloupky)
- 1999 – Familie-album (esej s Janem Mulderem)
- 2000 – Als in een droom
- 2000 – CaMu 1999
- 2000 – De schrijver – Een literaire estafette (s Harry Mulischem, Gerritem Komrijem, Adriaanem van Disem, Maartenen 't Hartem, Margou Minco, Hugo Clausem, Joostem Zwagermanem)
- 2001 – CaMu 2000 (sloupky)
- 2001 – Alle povídky
- 2001 – De familie Kneupma
- 2001 – Beschreven Blad (Knižní dárek obchodního domu De Bijenkorf)
- 2002 – CaMu 2001
- 2003 – De Lijst Mallebrootje. Drs. Mallebrootje en het jonge ding uit de achterban (sloupky)
- 2004 – CaMu 2003
- 2004 – Campert compleet
- 2004 – Schrijversleven
- 2004 – Een liefde in Parijs
- 2004 – Over mijn vader
- 2005 – Tien jaar Nederland (CaMu)
- 2006 – CaMu 2005
- 2006 – Een geschenk uit de hemel
- 2006 – Het satijnen hart
- 2007 – Een lach en een traan
- 2007 – Dagboek van een poes
- 2008 – Het avontuur van Iks en Ei

### Poezie
- 1950 – Ten lessons with Timothy
- 1951 – Vogels vliegen toch
- 1951 – Vierendelen (s Hansem Andreusem, Hugo Clausem a Simonem Vinkenoogem)
- 1952 – Een standbeeld opwinden
- 1953 – Berchtesgaden
- 1955 – Met man en muis
- 1955 – Het huis waarin ik woonde
- 1959 – Bij hoog en bij laag
- 1962 – Dit gebeurde overal
- 1965 – Hoera, hoera
- 1968 – Mijn leven's liederen
- 1968 – Dit gebeurde overal/Hoera, hoera
- 1970 – Betere tijden
- 1976 – Alle bundels gedichten; 1951–1970
- 1979 – Theater
- 1983 – Scènes in Hotel Morandi
- 1984 – Drie vergeten gedichten
- 1984 – Amsterdamse dagen
- 1984 – Zeven vrijheden (básně k náčrtkům Hannese Postmy)
- 1985 – Dit gebeurde overal
- 1986 – Collega's
- 1988 – Een neger uit Mozambique (sbírka)
- 1988 – Toen ik je zag (básně k fotografiím Petera Dejonga)
- 1992 – Rechterschoenen
- 1994 – Restbeelden: notities van Izegrim
- 1994 – Straatfotografie
- 1995 – Dichter (sbírka)
- 1997 – Ode aan mijn jas
- 1999 – Rataplan / Lamento (výběr 32 básní s Indonéským překladem)
- 2000 – Kus zoekt mond (výběr básní)
- 2004 – Over en weer (s Ceesem Nooteboomem)
- 2006 – Acht waterschetsen (s fotografiemi Erwina Olafa)
- 2007 – Nieuwe herinneringen

### Další vydání
- 1950 – Ten lessons with Timothy (Amsterdam, Vlastní správa; náklad 25 výtisků)
- 1967 – De letter N (Amsterdam, Drukkerij Den Ouden)
- 1972 – Open plek (Voorburg, Bzztôh; náklad 100 výtisků)
- 1973 – Musici (Amsterdam, J. Meijer; náklad 25 výtisků)
- 1977 – Aan Breyten (Den Haag, Bzztôh; náklad 100 výtisků)
- 1977 – Wandeling naar Parfondeval (Amsterdam, J. Meijer; náklad 25 výtisků)
- 1979 – Processies (Amsterdam, d'Eendt; náklad 175 výtisků)
- 1981 – Bioscoop (Amsterdam, Printshop; náklad 40 výtisků)
- 1984 – Amsterdamse dagen (Amsterdam, Cornamona Pers; náklad 70 výtisků)
- 1984 – Drie vergeten gedichten (Terhorst, Ser J.L. Prop; náklad 75 výtisků)
- 1984 – Zeven vrijheden (Amsterdam, Printshop; náklad 100 výtisků)
- 1985 – Zijn hoofd verliezen (Enkhuizen, Achter de Dromedaris; náklad 20 výtisků)
- 1986 – Rustig (Wijhe, Hein Elferink; náklad 50 výtisků)
- 1988 – Verzet (Groningen, De Vier Seizoenen; náklad 25 výtisků)
- 1988 – Toen ik je zag (met Peter de Jong)(Rotterdam, Bébert; náklad 126 výtisků)
- 1991 – Dansschoenen (Amsterdam, De Harmonie; náklad 275 výtisků)
- 1991 – Oproepen (Megen, Literafiele Uitgeverij Perifeer; náklad 30 výtisků)
- 1992 – Rechterschoenen (Vila Pouca da Beira, Charles Hofman)
- 1994 – Straatfotografie (Landgraaf, Herik; náklad 299 výtisků)
- 1994 – Plan voor een tuin (van Klee) (Leiden, De Uitvreter; náklad 190 výtisků)
- 1998 – Iemand stelt de vraag (náklad 100 výtisků)
- 2001 – Mei 1940, Den Haag (Den Haag, Letterkundig Museum; náklad 150 výtisků)
- 2004 – Over en weer (met Cees Nooteboom) (Baarn, Atalanta Pers; náklad 114 výtisků)
- 2004 – Bewaarplaats (Den Haag, Letterkundig Museum; náklad 500 výtisků)
- 2006 – Acht waterschetsen (met foto's van Erwin Olaf) (Hilversum, Uitgeverij69; náklad 126 výtisků)
- 2007 – Solo in een drankzuchtige aprilnacht (Hilversum, Uitgeverij69; náklad 26 výtisků)

## Literární ceny
- 1953 – Cena Reiny Prinsen Geerligsové za Berchtesgaden
- 1955 – Cena za poezii města Amsterdam za Gedicht met een moraal
- 1956 – Cena Jan Campertprijs za Met man en muis a Het huis waarin ik woonde
- 1958 – Cena Anne Frankové za Vogels vliegen toch
- 1959 – Cena za prózu města Amsterdam za De jongen met het mes
- 1960 – Cena Amsterdamské rady pro umění (Amsterdamse Kunstraad) za De jongen met het mes
- 1976 – Cena P.C. Hooft za básnické dílo
- 1987 – Cena Cestoda